# سیکلونونن
سیکلونونن (به انگلیسی: Cyclononene) با فرمول شیمیایی C9H16 یک ترکیب شیمیایی با شناسه پاب‌کم ۵۴۶۳۱۵۳ است؛ که جرم مولی آن ۱۲۴٫۲۲۷ g/mol می‌باشد.